# Arthur Theate
Arthur Theate (prononcé en français : [teat]), né le 25 mai 2000 à Liège en Belgique, est un footballeur international belge qui joue au poste de défenseur central à l'Eintracht Francfort.

## Biographie

### En club
Arthur Theate est formé par le Standard de Liège et le KRC Genk, club dans lequel il signe son premier contrat professionnel en septembre 2018. Il fait son retour au Standard en août 2019 avant de rejoindre le KV Ostende en 2020.

#### KV Ostende
Le 10 août 2020, Arthur Theate dispute son premier match professionnel lors de la première journée de la saison 2020-2021 de Jupiler Pro League face au Beerschot. Il est titulaire lors de cette rencontre perdue par son équipe (score final, 2-1). Il est l'une des révélations du championnat belge cette saison-là.

#### Bologne FC
À peine un an plus tard, Arthur Theate signe un contrat au Bologne FC pour un prêt jusqu'en juin 2022 avec option d'achat obligatoire.
Le 18 septembre 2021, il dispute son premier match pour Bologne contre l'Inter Milan lors d'un match de championnat. Il entre en jeu à la place de Lorenzo De Silvestri et se fait remarquer en inscrivant également son premier but. Son équipe s'incline toutefois lourdement sur le score de six buts à un,.

#### Stade rennais FC
En fin de saison, l'option d'achat obligatoire est levée, contre une somme de 6 millions d'euros. Cependant, le 29 juillet 2022, Arthur Theate s'engage en faveur du Stade rennais FC en paraphant un contrat de quatre ans, soit jusqu'en juin 2026,,. Le montant de son transfert est estimé à 19 millions d'euros, hors bonus,.
Pour son premier match officiel avec son nouveau club, il inscrit un but contre son camp offrant la victoire au FC Lorient lors de la 1re journée de Ligue 1. Après une saison avec le club breton, il prolonge son contrat d'un an, soit jusqu'en juin 2027.

#### Eintracht Francfort
À l'été 2024, Arthur Theate rejoint l'Eintracht Francfort en prêt avec une option d'achat,,. Le 2 février 2025, le club allemand décide de lever l'option d'achat et rend donc permanent le transfert du défenseur belge,,. Le montant de son transfert est de 16 millions d’euros.

### En sélection nationale

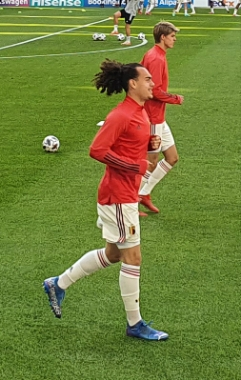
Arthur Theate avec la sélection belge en 2021.

#### Avec les catégories de jeunes
Habitué des sélections de jeunes, Arthur Theate est appelé pour la première fois avec l'équipe de Belgique espoirs en octobre 2020.

#### Avec l'équipe première
Ses bonnes prestations avec le KV Ostende l'amènent à être suivi par le sélectionneur de la Belgique, Roberto Martínez en mars 2021, où il est présélectionné,. Il ne figure toutefois pas dans la liste finale.
Le 5 octobre 2021, alors qu'il est repris avec les espoirs, Arthur Theate est appelé à s'entraîner avec les Diables Rouges pour pallier l'absence de Jason Denayer. Le lendemain, Roberto Martinez l'intègre à la sélection qui prendra part à la phase finale de la Ligue des nations en Italie.
Le 16 novembre 2021, il joue sa première rencontre avec l'équipe nationale belge. Lors de ce match de qualification pour la Coupe du monde 2022 face au Pays de Galles, Arthur Theate est titulaire.

#### Coupe du monde 2022
Le 10 novembre 2022, il est sélectionné par Roberto Martínez pour participer à la Coupe du monde 2022 au Qatar.

#### Euro 2024
Le 28 mai 2024, il est retenu parmi les 25 joueurs belges convoqués par Domenico Tedesco pour participer à l'Euro 2024 en Allemagne.

## Statistiques

### En club
| Saison                | Club                       | Championnat           | Championnat | Championnat | Championnat | Coupe(s) nationale(s) | Coupe(s) nationale(s) | Coupe(s) nationale(s) | Compétition(s) continentale(s) | Compétition(s) continentale(s) | Compétition(s) continentale(s) | Compétition(s) continentale(s) | Autres compétitions | Autres compétitions | Autres compétitions | Autres compétitions | Total | Total | Total |
| Saison                | Club                       | Division              | M.          | B.          | P.d.        | M.                    | B.                    | P.d.                  | Comp.                          | M.                             | B.                             | P.d.                           | Comp.               | M.                  | B.                  | P.d.                | M.    | B.    | P.d.  |
| 2020-2021             | KV Ostende                 | Division 1A           | 29          | 3           | 0           | 2                     | 0                     | 0                     | -                              | -                              | -                              | -                              | PO2                 | 6                   | 2                   | 0                   | 37    | 5     | 0     |
| 2021-2022             | KV Ostende                 | Division 1A           | 3           | 0           | 0           | -                     | -                     | -                     | -                              | -                              | -                              | -                              | -                   | -                   | -                   | -                   | 3     | 0     | 0     |
| Sous-total            | Sous-total                 | Sous-total            | 32          | 3           | 0           | 2                     | 0                     | 0                     | -                              | -                              | -                              | -                              | -                   | 6                   | 2                   | 0                   | 40    | 5     | 0     |
| 2021-2022             | Bologne FC (prêt)          | Serie A               | 31          | 2           | 1           | -                     | -                     | -                     | -                              | -                              | -                              | -                              | -                   | -                   | -                   | -                   | 31    | 2     | 1     |
| 2022-2023             | Stade rennais FC           | Ligue 1               | 35          | 4           | 0           | 2                     | 0                     | 1                     | C3                             | 5                              | 1                              | 0                              | -                   | -                   | -                   | -                   | 42    | 5     | 1     |
| 2023-2024             | Stade rennais FC           | Ligue 1               | 28          | 2           | 0           | 4                     | 1                     | 0                     | C3                             | 8                              | 0                              | 0                              | -                   | -                   | -                   | -                   | 40    | 3     | 0     |
| Sous-total            | Sous-total                 | Sous-total            | 63          | 6           | 0           | 6                     | 1                     | 1                     | -                              | 13                             | 1                              | 0                              | -                   | -                   | -                   | -                   | 82    | 8     | 1     |
| 2024-2025             | Eintracht Francfort (prêt) | Bundesliga            | 18          | 0           | 0           | 1                     | 0                     | 0                     | C3                             | 7                              | 0                              | 0                              | -                   | -                   | -                   | -                   | 26    | 0     | 0     |
| 2024-2025             | Eintracht Francfort        | Bundesliga            | 13          | 0           | 0           | -                     | -                     | -                     | C3                             | 3                              | 0                              | 0                              | -                   | -                   | -                   | -                   | 16    | 0     | 0     |
| Sous-total            | Sous-total                 | Sous-total            | 31          | 0           | 0           | 1                     | 0                     | 0                     | -                              | 10                             | 0                              | 0                              | -                   | -                   | -                   | -                   | 42    | 0     | 0     |
| Total sur la carrière | Total sur la carrière      | Total sur la carrière | 157         | 11          | 1           | 9                     | 1                     | 1                     | -                              | 23                             | 1                              | 0                              | -                   | 6                   | 2                   | 0                   | 195   | 15    | 2     |

### En sélections nationales
| Saison                | Sélection             | Phases finales         | Phases finales | Phases finales | Phases finales | Éliminatoires CDM | Éliminatoires CDM | Éliminatoires CDM | Éliminatoires EURO | Éliminatoires EURO | Éliminatoires EURO | Ligue des Nations | Ligue des Nations | Ligue des Nations | Matchs amicaux | Matchs amicaux | Matchs amicaux | Total | Total | Total |
| Saison                | Sélection             | Compétition            | M              | B              | Pd             | M                 | B                 | Pd                | M                  | B                  | Pd                 | M                 | B                 | Pd                | M              | B              | Pd             | M     | B     | Pd    |
| --------------------- | --------------------- | ---------------------- | -------------- | -------------- | -------------- | ----------------- | ----------------- | ----------------- | ------------------ | ------------------ | ------------------ | ----------------- | ----------------- | ----------------- | -------------- | -------------- | -------------- | ----- | ----- | ----- |
| 2021-2022             | Belgique              | Ligue des nations 2021 | 0              | 0              | 0              | 1                 | 0                 | 0                 | -                  | -                  | -                  | 1                 | 0                 | 0                 | 1              | 0              | 0              | 3     | 0     | 0     |
| 2022-2023             | Belgique              | Coupe du monde 2022    | 0              | 0              | 0              | -                 | -                 | -                 | 3                  | 0                  | 1                  | 0                 | 0                 | 0                 | 2              | 0              | 0              | 5     | 0     | 1     |
| 2023-2024             | Belgique              | Euro 2024              | 3              | 0              | 0              | -                 | -                 | -                 | 5                  | 0                  | 1                  | -                 | -                 | -                 | 2              | 0              | 0              | 10    | 0     | 1     |
| 2024-2025             | Belgique              | -                      | -              | -              | -              | 2                 | 0                 | 0                 | -                  | -                  | -                  | 5                 | 0                 | 0                 | -              | -              | -              | 7     | 0     | 0     |
| Total sur la carrière | Total sur la carrière | Total sur la carrière  | 3              | 0              | 0              | 3                 | 0                 | 0                 | 8                  | 0                  | 2                  | 6                 | 0                 | 0                 | 5              | 0              | 0              | 25    | 0     | 2     |

### Matchs internationaux
| Matchs internationaux d'Arthur Theate, | Matchs internationaux d'Arthur Theate, | Matchs internationaux d'Arthur Theate,                  | Matchs internationaux d'Arthur Theate, | Matchs internationaux d'Arthur Theate, | Matchs internationaux d'Arthur Theate,  | Matchs internationaux d'Arthur Theate, | Matchs internationaux d'Arthur Theate,                              |
| #                                      | Date                                   | Lieu                                                    | Adversaire                             | Résultat                               | Compétition                             | Club                                   | Notes                                                               |
| -------------------------------------- | -------------------------------------- | ------------------------------------------------------- | -------------------------------------- | -------------------------------------- | --------------------------------------- | -------------------------------------- | ------------------------------------------------------------------- |
| 1                                      | 16 novembre 2021                       | Cardiff City Stadium, Cardiff, Pays de Galles           | Pays de Galles                         | N 1 - 1                                | Éliminatoires de la Coupe du monde 2022 | Bologne FC                             | Titulaire, remplacé par Jan Vertonghen à la 85e minute de jeu.      |
| 2                                      | 26 mars 2022                           | Aviva Stadium, Dublin, Irlande                          | République d'Irlande                   | N 2 - 2                                | Match amical                            | Bologne FC                             | Titulaire, remplacé par Orel Mangala à la 75e minute de jeu.        |
| 3                                      | 11 juin 2022                           | Cardiff City Stadium, Cardiff, Pays de Galles           | Pays de Galles                         | N 1 - 1                                | Ligue des nations 2022-2023             | Bologne FC                             | Titulaire.                                                          |
| 4                                      | 18 novembre 2022                       | Stade international Jaber Al-Ahmad (en), Koweït, Koweït | Égypte                                 | D 1 - 2                                | Match amical                            | Stade rennais FC                       | Titulaire, remplacé par Jan Vertonghen à la 71e minute de jeu.      |
| 5                                      | 24 mars 2023                           | Friends Arena, Solna, Suède                             | Suède                                  | V 3 - 0                                | Éliminatoires de l'Euro 2024            | Stade rennais FC                       | Titulaire, remplacé par Alexis Saelemaekers à la 85e minute de jeu. |
| 6                                      | 28 mars 2023                           | RheinEnergieStadion, Cologne, Allemagne                 | Allemagne                              | V 3 - 2                                | Match amical                            | Stade rennais FC                       | Titulaire.                                                          |
| 7                                      | 17 juin 2023                           | Stade Roi Baudouin, Bruxelles, Belgique                 | Autriche                               | N 1 - 1                                | Éliminatoires de l'Euro 2024            | Stade rennais FC                       | Titulaire.                                                          |
| 8                                      | 20 juin 2023                           | A. Le Coq Arena, Tallinn, Estonie                       | Estonie                                | V 3 - 0                                | Éliminatoires de l'Euro 2024            | Stade rennais FC                       | Titulaire, remplacé par Olivier Deman à la 88e minute de jeu.       |
| 9                                      | 9 septembre 2023                       | Dalga Arena, Bakou, Azerbaïdjan                         | Azerbaïdjan                            | V 1 - 0                                | Éliminatoires de l'Euro 2024            | Stade rennais FC                       | Titulaire.                                                          |
| 10                                     | 12 septembre 2023                      | Stade Roi Baudouin, Bruxelles, Belgique                 | Estonie                                | V 5 - 0                                | Éliminatoires de l'Euro 2024            | Stade rennais FC                       | Titulaire.                                                          |
| 11                                     | 13 octobre 2023                        | Stade Ernst-Happel, Vienne, Autriche                    | Autriche                               | V 3 - 2                                | Éliminatoires de l'Euro 2024            | Stade rennais FC                       | Titulaire.                                                          |
| 12                                     | 16 octobre 2023                        | Stade Roi Baudouin, Bruxelles, Belgique                 | Suède                                  | N 1 - 1                                | Éliminatoires de l'Euro 2024            | Stade rennais FC                       | Titulaire.                                                          |
| 13                                     | 15 novembre 2023                       | Stade Den Dreef, Louvain, Belgique                      | Serbie                                 | V 1 - 0                                | Match amical                            | Stade rennais FC                       | Titulaire, remplacé par Wout Faes à la 46e minute de jeu.           |
| 14                                     | 19 novembre 2023                       | Stade Roi Baudouin, Bruxelles, Belgique                 | Azerbaïdjan                            | V 5 - 0                                | Éliminatoires de l'Euro 2024            | Stade rennais FC                       | Titulaire, remplacé par Alexis Saelemaekers à la 59e minute de jeu. |
| 15                                     | 26 mars 2024                           | Stade de Wembley, Londres, Angleterre                   | Angleterre                             | N 2 - 2                                | Match amical                            | Stade rennais FC                       | Titulaire, remplacé par Aster Vranckx à la 71e minute de jeu.       |
| 16                                     | 22 juin 2024                           | Stade de Cologne, Cologne, Allemagne                    | Roumanie                               | V 2 - 0                                | Euro 2024                               | Stade rennais FC                       | Titulaire, remplacé par Zeno Debast à la 77e minute de jeu.         |
| 17                                     | 26 juin 2024                           | Stuttgart Arena, Stuttgart, Allemagne                   | Ukraine                                | N 0 - 0                                | Euro 2024                               | Stade rennais FC                       | Titulaire.                                                          |
| 18                                     | 1er juillet 2024                       | Düsseldorf Arena, Düsseldorf, Allemagne                 | France                                 | D 0 - 1                                | Euro 2024                               | Stade rennais FC                       | Titulaire.                                                          |
| 19                                     | 6 septembre 2024                       | Nagyerdei Stadion, Debrecen, Hongrie                    | Israël                                 | V 3 - 1                                | Ligue des nations 2024-2025             | Eintracht Francfort                    | Titulaire.                                                          |
| 20                                     | 9 septembre 2024                       | Parc Olympique lyonnais, Décines-Charpieu, France       | France                                 | D 0 - 2                                | Ligue des nations 2024-2025             | Eintracht Francfort                    | Titulaire.                                                          |
| 21                                     | 10 octobre 2024                        | Stade olympique, Rome, Italie                           | Italie                                 | N 2 - 2                                | Ligue des nations 2024-2025             | Eintracht Francfort                    | Titulaire, remplacé par Aster Vranckx à la 68e minute de jeu.       |
| 22                                     | 14 octobre 2024                        | Stade Roi Baudouin, Bruxelles, Belgique                 | France                                 | D 1 - 2                                | Ligue des nations 2024-2025             | Eintracht Francfort                    | Titulaire.                                                          |
| 23                                     | 14 novembre 2024                       | Stade Roi Baudouin, Bruxelles, Belgique                 | Italie                                 | D 0 - 1                                | Ligue des nations 2024-2025             | Eintracht Francfort                    | Titulaire, remplacé par Ameen Al-Dakhil à la 71e minute de jeu.     |
| 24                                     | 6 juin 2025                            | Stade national Toše-Proeski, Skopje, Macédoine du Nord  | Macédoine du Nord                      | N 1 - 1                                | Éliminatoires de la Coupe du monde 2026 | Eintracht Francfort                    | Entre en jeu à la place de Maxim De Cuyper à la 78e minute de jeu.  |
| 25                                     | 9 juin 2025                            | Stade Roi Baudouin, Bruxelles, Belgique                 | Pays de Galles                         | V 4 - 3                                | Éliminatoires de la Coupe du monde 2026 | Eintracht Francfort                    | Entre en jeu à la place de Maxim De Cuyper à la 46e minute de jeu.  |

## Palmarès

### En sélections nationales
|  |  | Belgique - Ligue des nations : - Quatrième : 2021. |